# خانواده تالکین
خانواده تالکین یک خانواده انگلیسی با تبار آلمانی است که شناخته‌شده‌ترین عضو آن جی. آر. آر. تالکین استاد دانشگاه آکسفورد و نویسنده کتاب‌های فانتزی هابیت، ارباب حلقه‌ها و سیلماریلیون است.

## ریشه‌شناسی
به گفته ریشارد دردزینسکی، نام تالکین منشأ پروسی پایین دارد و احتمالاً به معنای «پسر/نوادگان تالک» است، با تالک (به آلمانی: Tolk) به معنای مترجم یا مذاکره‌کننده و منشأ آن یک نام مستعار است. نظریه‌های دیگری نیز در مورد معنای این نام ارائه شده است، از جمله اینکه این نام از روستای تولکینن در پروس خاوری گرفته شده است. جی. آر. آر. تالکین پیشنهاد کرد که این نام از صفت آلمانی tollkühn گرفته شده است که به معنای احمق است. چندین نفر با نام خانوادگی تالکین یا املای مشابه، که برخی از آنها اعضای خانواده جی. آر. آر. تالکین هستند و در شمال آلمان زندگی می کنند، اما بیشتر آنها از نوادگان پناهندگان اخیر از پروس شرقی هستند که از تهاجم ارتش سرخ فرار کردند. اطلاعات تالکین از تاریخ خانواده خود محدود به منشأ آلمانی قرن هجدهم بود.